# Cross Country Tour National
 (octobre 2023).
Le Cross Country Tour National est une compétition annuelle d'athlétisme organisée par la Fédération française d'athlétisme depuis 2006. Il s'agit d'un challenge national des grands cross-country qui se termine par les championnats du monde de cross-country.

## Compétitions
Les courses sont :
- Cross National Sud Ouest
- Cross National de Volvic
- Cross National de Rennes Métropole Pace
- Cross National du Val de Marnes
- Cross National des Mureaux
- Cross de l'Acier
- Cross National Le Maine Libre - Allonnes - Sarthe
- Cross National Ouest France - Pays de la Loire
- Mémorial Jean Bouin
- Cross National des Myriades
- Championnats de France de cross-country
- Championnats d'Europe de cross-country
- Championnats du monde de cross-country

## Palmarès
| Année | Hommes          | Femmes             |
| ----- | --------------- | ------------------ |
| 2006  | ?               | ?                  |
| 2007  | ?               | ?                  |
| 2008  | Mokhtar Benhari | Saadia Bourgailh   |
| 2009  | Driss El Himer  | Christelle Daunay  |
| 2010  | Driss El Himer  | Fatima Yvelain     |
| 2011  | Hassan Chahdi   | Christine Bardelle |
| 2012  | Benjamin Malaty | Sophie Duarte      |